# Leia melaena
Leia melaena är en tvåvingeart som först beskrevs av Friedrich Hermann Loew 1870.  Leia melaena ingår i släktet Leia och familjen svampmyggor. Inga underarter finns listade i Catalogue of Life.